# Oltrarno (Florenz)
Oltrarno, von den Florentinern traditionell Di là d’Arno genannt, ist der Stadtteil von Florenz am linken Arnoufer.
Oltrarno ist ein Teil des historischen Zentrums von Florenz, das berühmte Viertel wie Santo Spirito und San Frediano umfasst und Denkmäler, Gärten, Museen und monumentale Gebäude beherbergt. Der Palazzo Pitti, die Basilika Santo Spirito, die Giardino Bardini und der Boboli-Garten sowie die Werkstätten der Kunsthandwerker, Goldschmiede und Restauratoren machen Oltrarno zu einem Viertel in Florenz, in dem das florentinische Leben noch lebendig ist.

## Geschichte
Schon in spätrömischer Zeit gab es auf dieser Flussseite, wo der Vorgänger der Ponte Vecchio endete, eine kleine Siedlung. Hier lebten vor allem Händler und Durchreisende, darunter eine syrische Kolonie, die die Kirche Santa Felicita gründeten. Mit der Ausdehnung der Stadt im Hochmittelalter, auch dank einer allgemeinen Friedensperiode, entstanden außerhalb der Stadtmauern zahlreiche Dörfer vor den Toren der alten Mauern, die nach und nach in die neuen Mauern integriert wurden. Das Oltrarno war das letzte Gebiet von Florenz, das in die neue Stadtmauer einbezogen wurde. Der sechste Mauerring wurde 1333 vollendet. Der Bau von zwei neuen Brücken im 13. Jahrhundert zeugt davon, dass dieses Gebiet bereits dicht besiedelt und von zahlreichen Handwerksbetrieben belebt war. Es war ein beliebtes Wohngebiet für einfache Arbeiter und Handwerker. Obwohl die Via Francigena nicht durch Florenz führte, wurde der Weg durch die Stadt im Laufe der Zeit zu einer alternativen Route für Pilger auf dem Weg nach Rom, und es entstanden zahlreiche Hospitäler und Herbergen von der Ponte Vecchio bis zur heutigen Porta Romana und darüber hinaus.
Ein drastischer Wandel vollzog sich Ende des 15. Jahrhunderts, als die reichen florentinischen Familien begannen, dieses Gebiet als Raum zu betrachten, in dem sie große neue Paläste und prächtige Residenzen bauen konnten. Diese noch eher ländliche und ruhige Gegend wurde als gesünder angesehen als das überfüllte Nordufer. Zu den ersten neuen Bewohnern gehörte die Familie Pitti, die den zentralen Teil des gleichnamigen Palazzo Pitti errichtete, doch erst mit der Ankunft der Familie Medici im Jahr 1550 wurde das Gebiet zu einem Muss für den neuen Stadtadel. Zu dieser Zeit entstanden in der Via Romana, der Via Maggio und der Via dei Serragli zahlreiche Paläste, die das Erscheinungsbild der Stadt entscheidend veränderten.
Im Jahr 1865 wurden im Zuge der Verlegung der italienischen Hauptstadt nach Florenz weitere wichtige Bauarbeiten durchgeführt, die zum Bau der malerischen Piazzale Michelangelo, eines neuen städtischen Treffpunkts, und der gleichnamigen Viale Michelangelo auf den Hügeln führten, der zu einem luxuriösen Wohnviertel für die neue obere Mittelschicht des 19. und 20. Jahrhunderts wurde.
Trotz allem hat sich das Viertel nie chaotisch entwickelt, und noch heute kann man vor allem im Gebiet zwischen Santo Spirito und San Frediano im Westen oder im Viertel San Niccolò im Osten die authentischste und traditionellste Atmosphäre der Stadt atmen, die nicht einmal durch die Entwicklung des Tourismus gestört wird, der hier diskreter und nachhaltiger ist.

## Gentrifizierung und Widerstand
In den letzten Jahren hat sich Oltrarno stark verändert, vor allem durch den Zuzug wohlhabenderer Bevölkerungsschichten in Teile des Viertels (oft nur für kurze Zeit), vor allem aber durch den Tourismus und der Unterhaltungsindustrie, der sich auch auf den Rest von Florenz auswirkt.
Im November 2011 hat das Amt für Stadterneuerung der Stadt Florenz ein noch nicht realisiertes Projekt zur Umwandlung des ehemaligen Gasometers – nur wenige Dutzend Meter vom Oltrarno entfernt – in ein großes privates Wellness- und Restaurantzentrum gefördert.
Im Herbst 2012 verlor das Viertel, in dem es kaum noch Grünflächen gibt, einen Teil der Garten-Ludothek Nidiaci, das historische Atelier des Bildhauers Emilio Santarelli, das 1923 zum Sitz der Kindertagesstätte San Frediano und später zum „Symbol des florentinischen Sozialkatholizismus“ wurde und von den Schülern und Freunden von Giorgio La Pira, Fioretta Mazzei und Don Danilo Cubattoli wieder aufgebaut wurde. Die komplizierten Eigentumsverhältnisse führten dazu, dass das Gebäude und ein großer Teil des Gartens von einer Immobiliengesellschaft ersteigert wurden, die die Bewohner mit einer Holzmauer abschottete, was zu Protesten in der Nachbarschaft führte. Der verbleibende Teil des Nidiaci-Gartens wird derzeit von einer Vereinigung von Eltern und Bewohnern des Viertels ehrenamtlich verwaltet.
Im Mai 2012 legte das Unternehmen Firenze Parcheggi eine Machbarkeitsstudie für den Bau einer Tiefgarage auf der historischen Piazza del Carmine vor, die die 247 Parkplätze, die den Anwohnern zur Verfügung stehen, durch 201 Parkplätze (65 für den Verkauf an die Anwohner, die anderen für Kurzparker) ersetzt hätte. Das Projekt, das von den Befürwortern als Befreiung des Platzes von Autos dargestellt wurde, von den Anwohnern jedoch als Versuch der Vertreibung der Bevölkerung – bei gleichzeitiger Schließung der Gesundheitseinrichtungen des Viertels – und als Bedrohung für die architektonische und hydrogeologische Stabilität von Denkmälern von primärer historischer Bedeutung empfunden wurde.

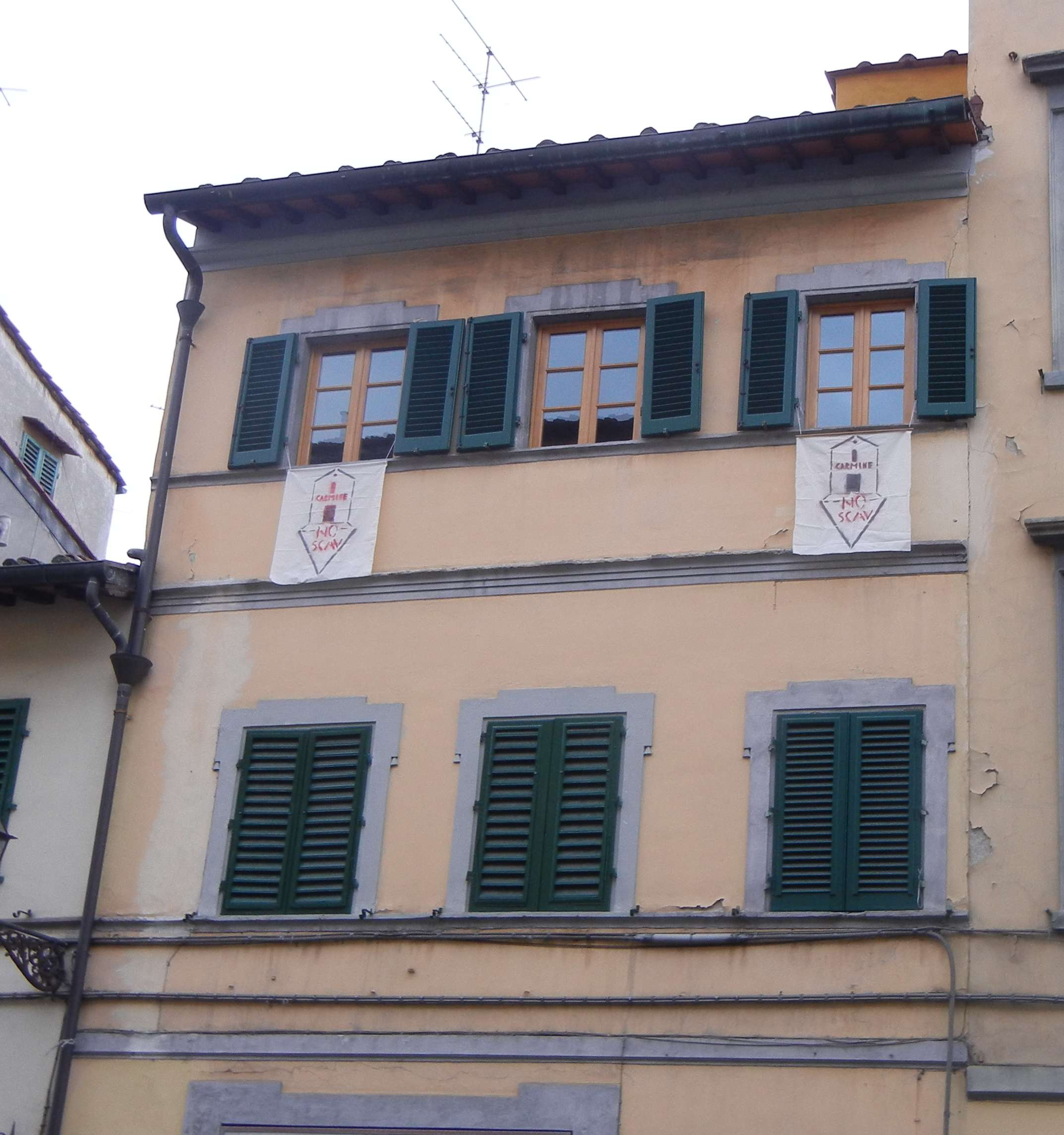
"NoScav"-Transparente an den Fenstern eines Gebäudes auf der Piazza Piattellina in San Frediano (2013)

So entstand die „NoScav“-Bewegung mit den charakteristischen Transparenten, die von den Anwohnern in die Fenster gehängt wurden und auf denen die stilisierte Chiesa del Carmine zu sehen war, sowie mit dem Namen der „NoTav“-Bewegung als Hinweis auf den Kampf.
Die Bürgerinitiative sammelte sich um das bereits bestehende „Comitato Oltrarnofuturo“ und schloss sich den Protesten gegen die Tiefgarage, die Nidiaci-Problematik, die Frage der drei von einem Bauträger in der Via della Chiesa errichteten Gebäude, die den Blick auf die Rückseite der Carmine-Kirche versperren, die Probleme der Ganztagsschulen und den Verkehr schwerer Touristenfahrzeuge in der Via de’ Serragli und der Via Romana an.
Aufgrund des heftigen Widerstands wurde das Tiefgaragenprojekt von der Stadtverwaltung vorübergehend ausgesetzt, bis die Ergebnisse eines Beteiligungsverfahrens vorliegen, in das auch die Bürger einbezogen werden sollen, die den Vorwurf eines Interessenkonflikts erheben, da der Geschäftsführer von Firenze Parcheggi, Marco Carrai, eine wichtige Rolle im Wahlkampf von Matteo Renzi während der Vorwahlen der Mitte-Links-Bewegung 2012 gespielt haben soll.

## Denkmäler

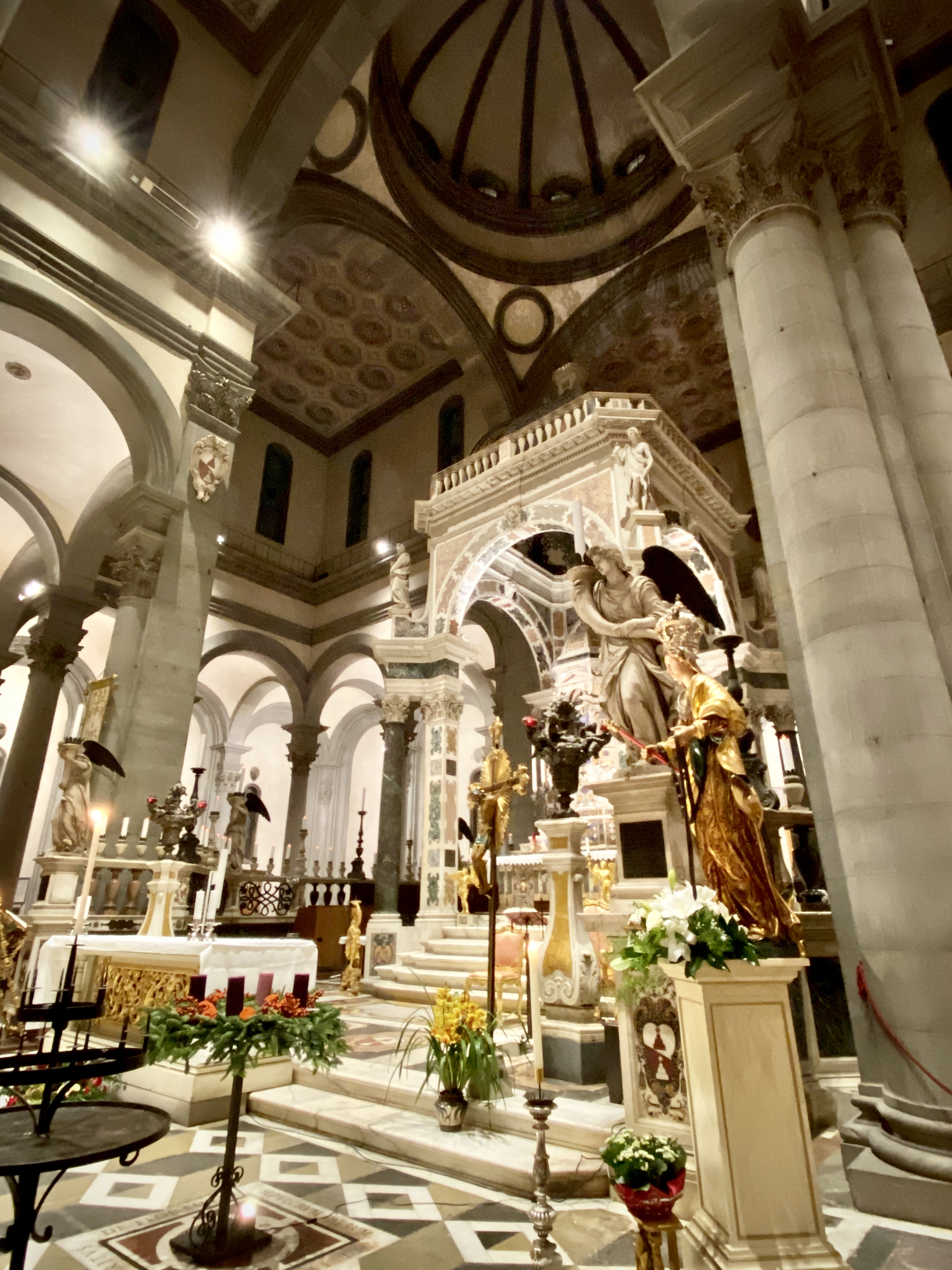
Barockes Hochaltarziborium der Basilica Santo Spirito

In Oltrarno befinden sich zahlreiche Beispiele religiöser Architektur, darunter die  Brancacci-Kapelle, die Basilika Santo Spirito, die Kirche San Felice in Piazza, die Kirche San Jacopo sopr’Arno, die Basilika San Miniato al Monte, die Kirche San Niccolò Oltrarno, die Kirche Santa Felicita, die Kirche Santa Lucia dei Magnoli, die Kirche Santa Maria del Carmine, die Kirche San Frediano in Cestello.
Im Oltrarno sind noch zahlreiche Beispiele der florentinischen Militärarchitektur erhalten, die sich in den einzigen noch intakten Teilen der Renaissance-Stadtmauern und in den befestigten Toren manifestieren: Porta Romana, Porta San Frediano, Porta San Giorgio, Porta San Miniato, Porta San Niccolò.

## Kino und Theater

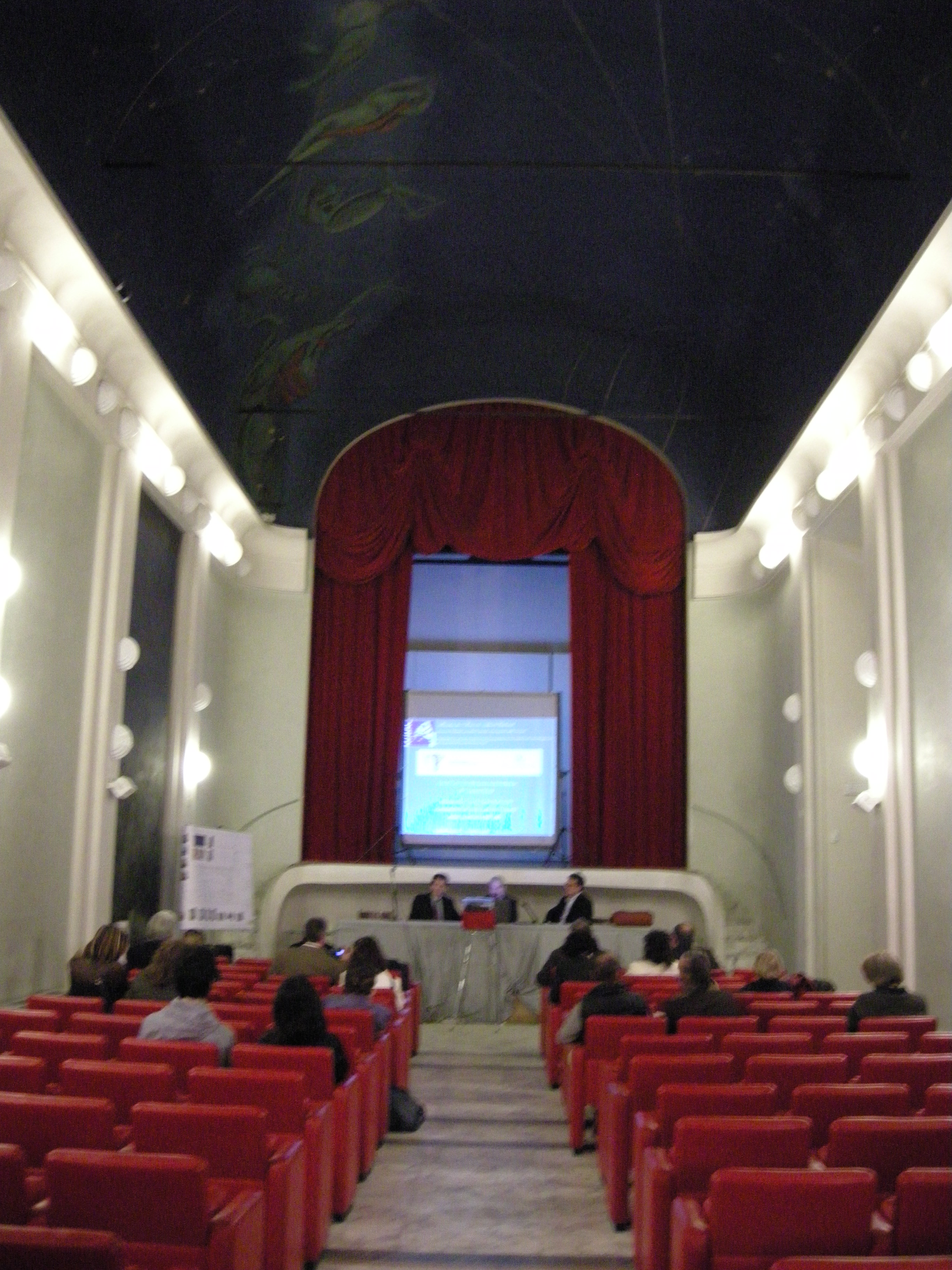
Teatro del Rondò di Bacco

Bis in die 1990er Jahre gab es im Oltrarno sowohl Theater als auch Kinos. Zu den wichtigsten Kinos der Nachkriegszeit gehörte das populäre Cinema Universale vor der Porta San Frediano, zu dem die Bewohner des Viertels angeblich sogar auf Lambrettas fuhren und dessen Vorführungen von einem lebhaften und begeisterten Publikum verfolgt wurden. Weitere Kinos des Viertels, die heute alle geschlossen sind, waren das Arlecchino, das in den 80er Jahren sein Programm von einem Kinderprogramm auf ein Rotlichtkino umstellte, was im Viertel zu dem Witz führte: „Die Kinder sind erwachsen geworden und das Kino hat sich angepasst“, das Eolo, das zunächst in eine Bingohalle umgewandelt und dann endgültig aufgegeben wurde, und das Cinema Goldoni.
Das Cinema Teatro Artigianelli ist eine Geschichte für sich, die sich über mehrere Etappen erstreckte, bis es geschlossen und in eine Werkstatt umgewandelt wurde. Heute ist gelegentlich von einer Wiederbelebung die Rede. Auch das Theaterschaffen war in der Nachkriegszeit bis in die 1980er Jahre lebendig. Zu den Theatern, die heute geschlossen sind, gehört das Rondò di Bacco im Palazzo Pitti, das in den 70er und 80er Jahren eine wichtige Keimzelle für neue Talente und der Avantgarde war. Roberto Benigni wurde hier künstlerisch groß, Carmelo Bene und Leo de Berardinis und internationale Gruppen wie Bread and Puppet traten hier auf. Auch das Teatro Rinuccini hat seinen Betrieb eingestellt: In diesem kleinen Familientheater aus dem 18. Jahrhundert im gleichnamigen Palazzo hatte Eduardo De Filippo versucht, seine Schule zu gründen. Nach jahrelanger Arbeit wurde das Teatro Goldoni Ende der 1990er Jahre der Stadt zurückgegeben, ein herrliches Juwel aus dem späten 18. Jahrhundert, das heute dem Maggio Musicale Fiorentino gehört. Seit seiner Wiedereröffnung hat das Theater nie eine richtige Spielzeit gehabt und arbeitet in wechselnden Abständen mit einem unregelmäßigen, aber konstanten Programm aus Musik, Tanz und gelegentlich auch Prosa.
Nebenan befindet sich die Goldonetta, heute Cantiere Goldonetta, das von der Tanzkompanie von Virgilio Sieni bespielt wird.  Neben den pädagogischen Aktivitäten finden hier auch Festivals, Projekte für die Einwohner und zeitgenössische Theaterprojekte statt. Ein historisches und immer noch aktives Theater ist das Teatro di Cestello auf dem gleichnamigen Platz in San Frediano. Seit den 80er Jahren wird es von der Theatergruppe Cenacolo delle Follie des verstorbenen Oreste Pelagatti geleitet, der es geschafft hat, den Spielplan zu modernisieren, indem er ihn für neue Fachleute und zeitgenössisches Theater sowie für Klassiker des italienischen und internationalen Theaters zugänglich gemacht hat. Der aktuelle Spielplan besteht aus Eigenproduktionen und renommierten Gastspielen der italienischen Theaterszene, wobei das Beste aus dem florentinischen und toskanischen Raum gezeigt wird. Bis heute ist es in der Region das einzige voll funktionsfähige Theater mit eigener Spielzeit. Anfang 2000 haben das Teatro Cantiere Florida und das Teatro Everest außerhalb der Porta Romana in Galluzzo ihre Vorhänge wieder geöffnet. Auch das Teatro dell’Affratellamento im Colonna-Viertel wurde nach jahrelangen Restaurierungsarbeiten im Jahr 2006 wiedereröffnet.

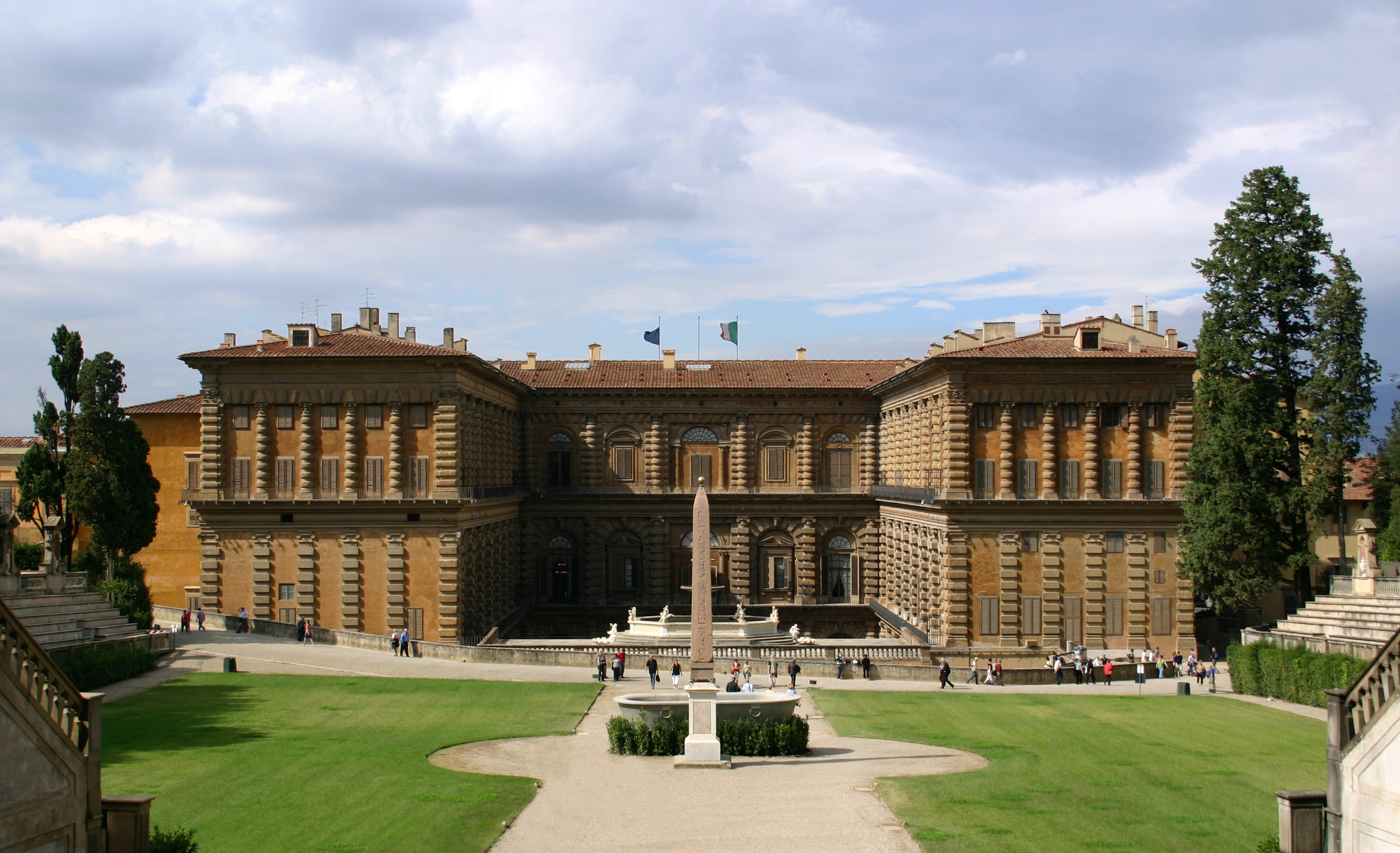
Die Fassade des Palazzo Pitti in den Boboli-Gärten
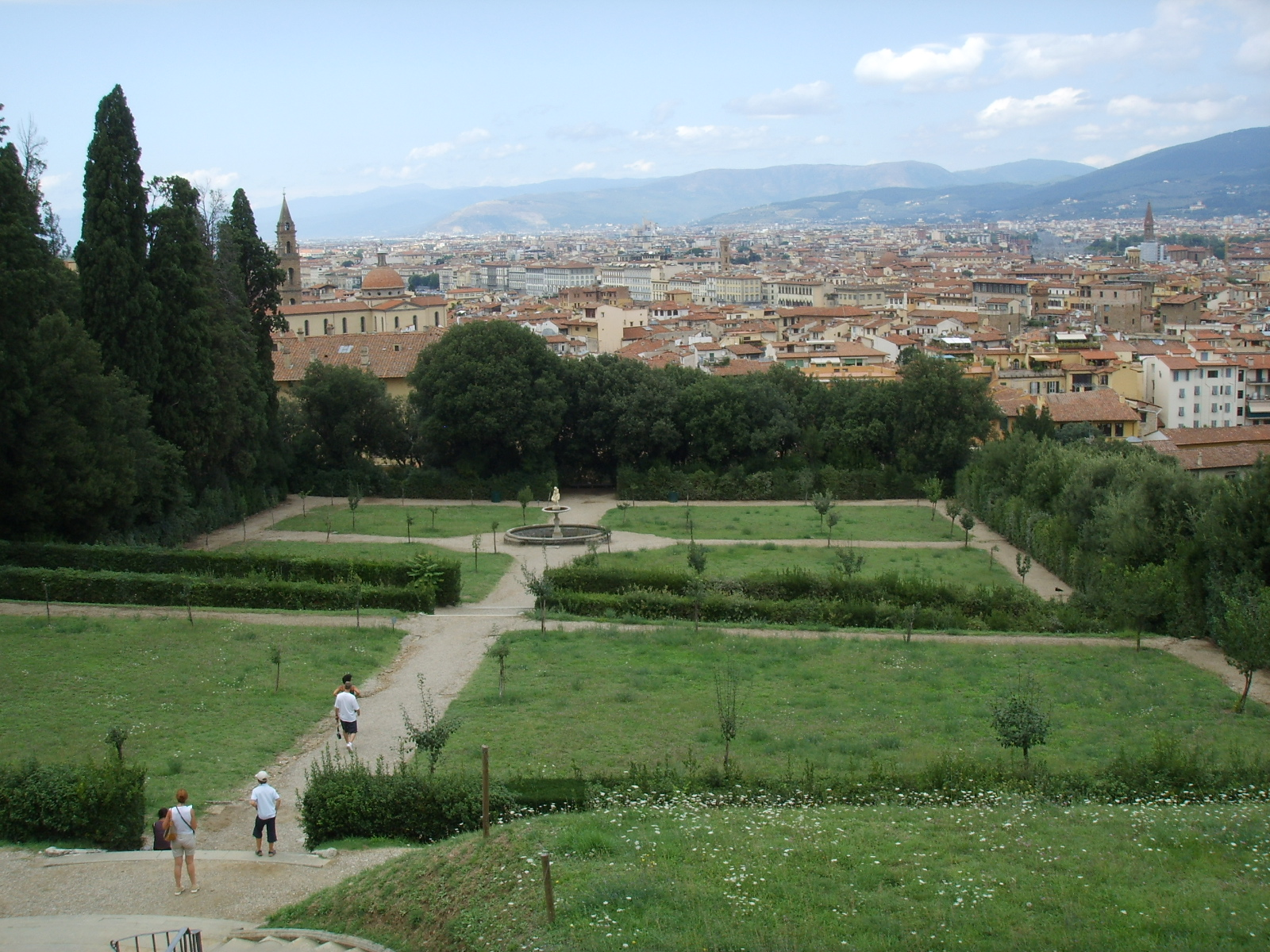
Blick vom Kaffeehaus in den Boboli-Gärten
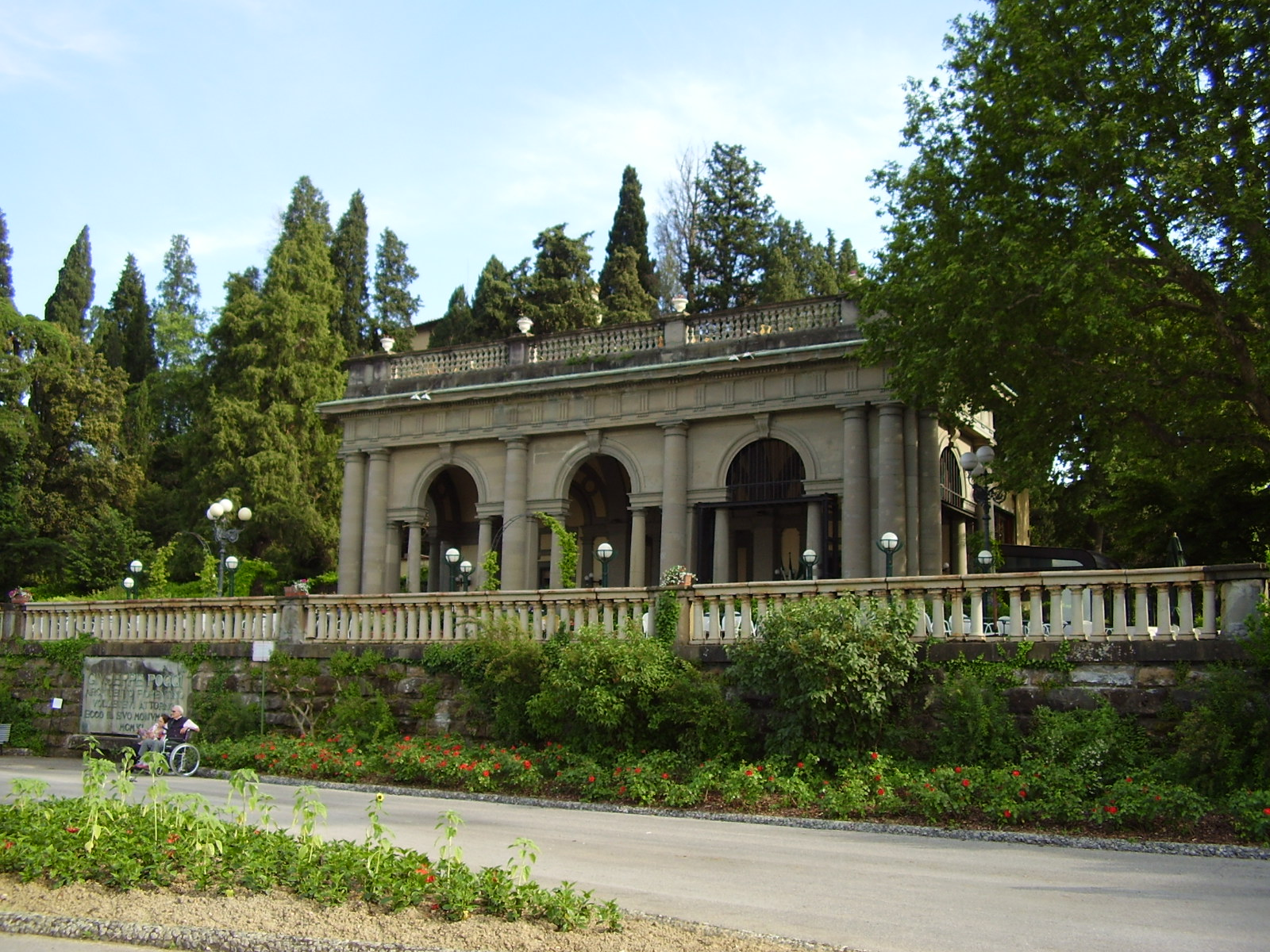
Loggia del Poggi am Piazzale Michelangelo
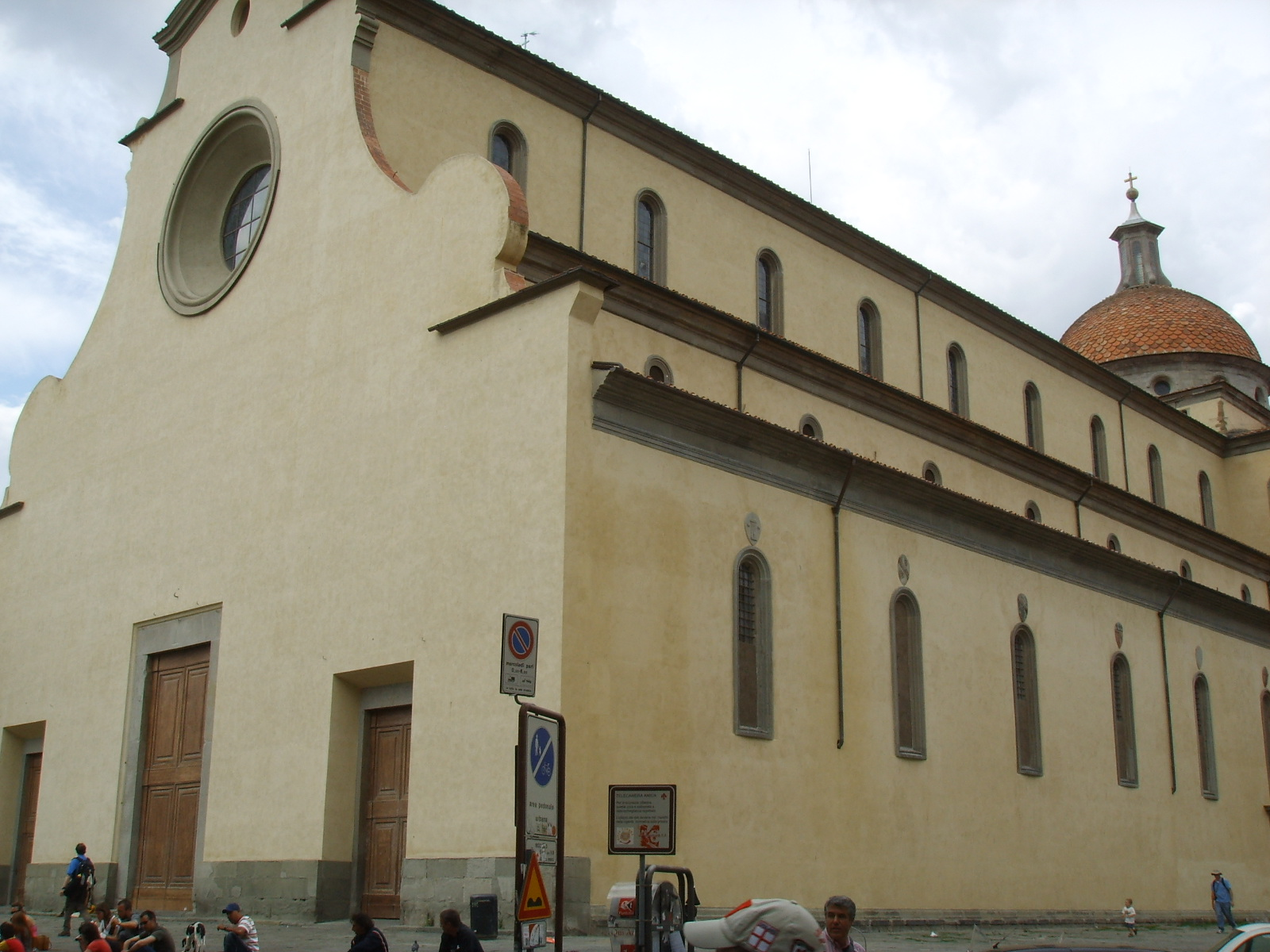
Basilika Santo Spirito
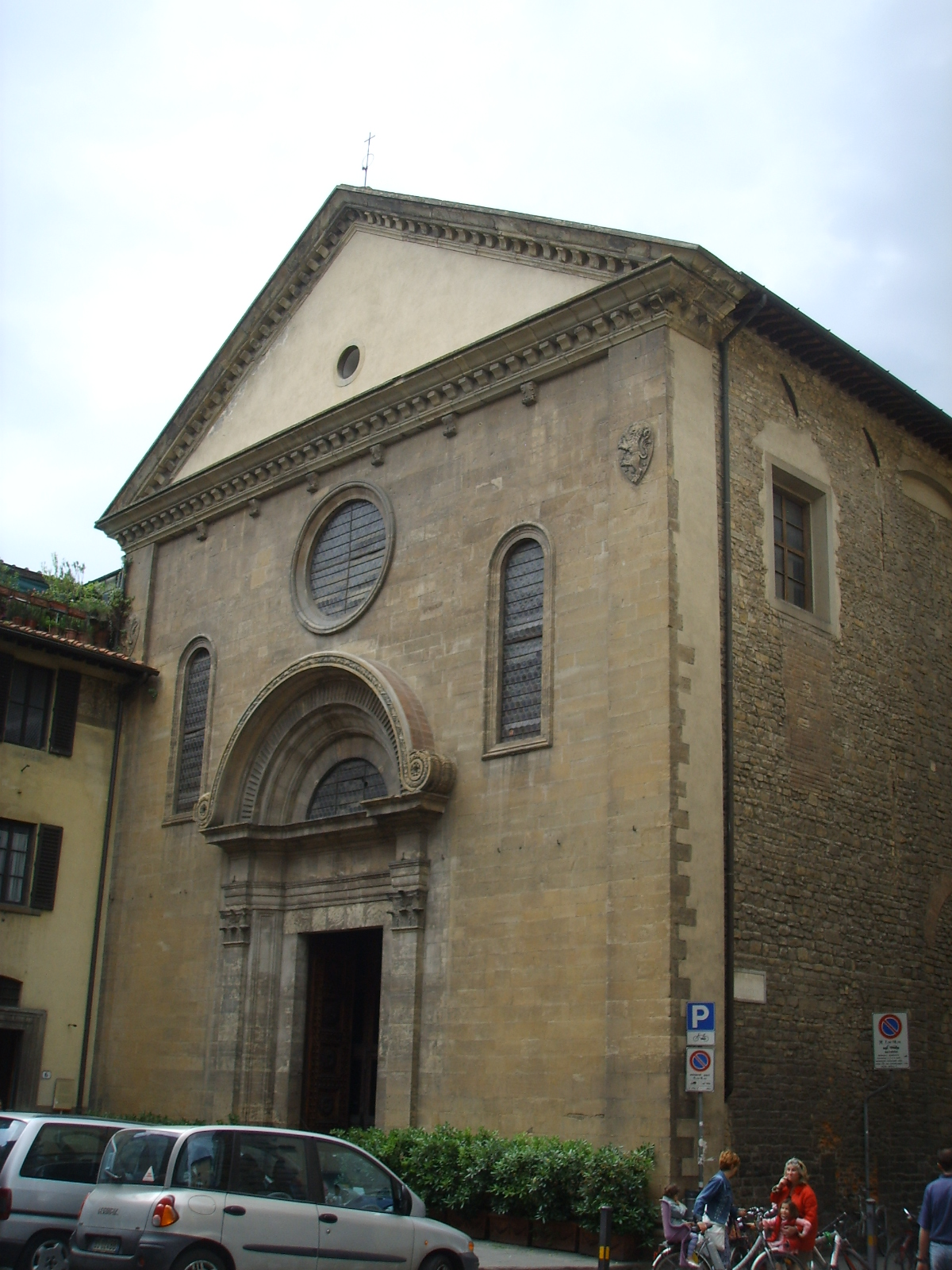
San Felice in Piazza
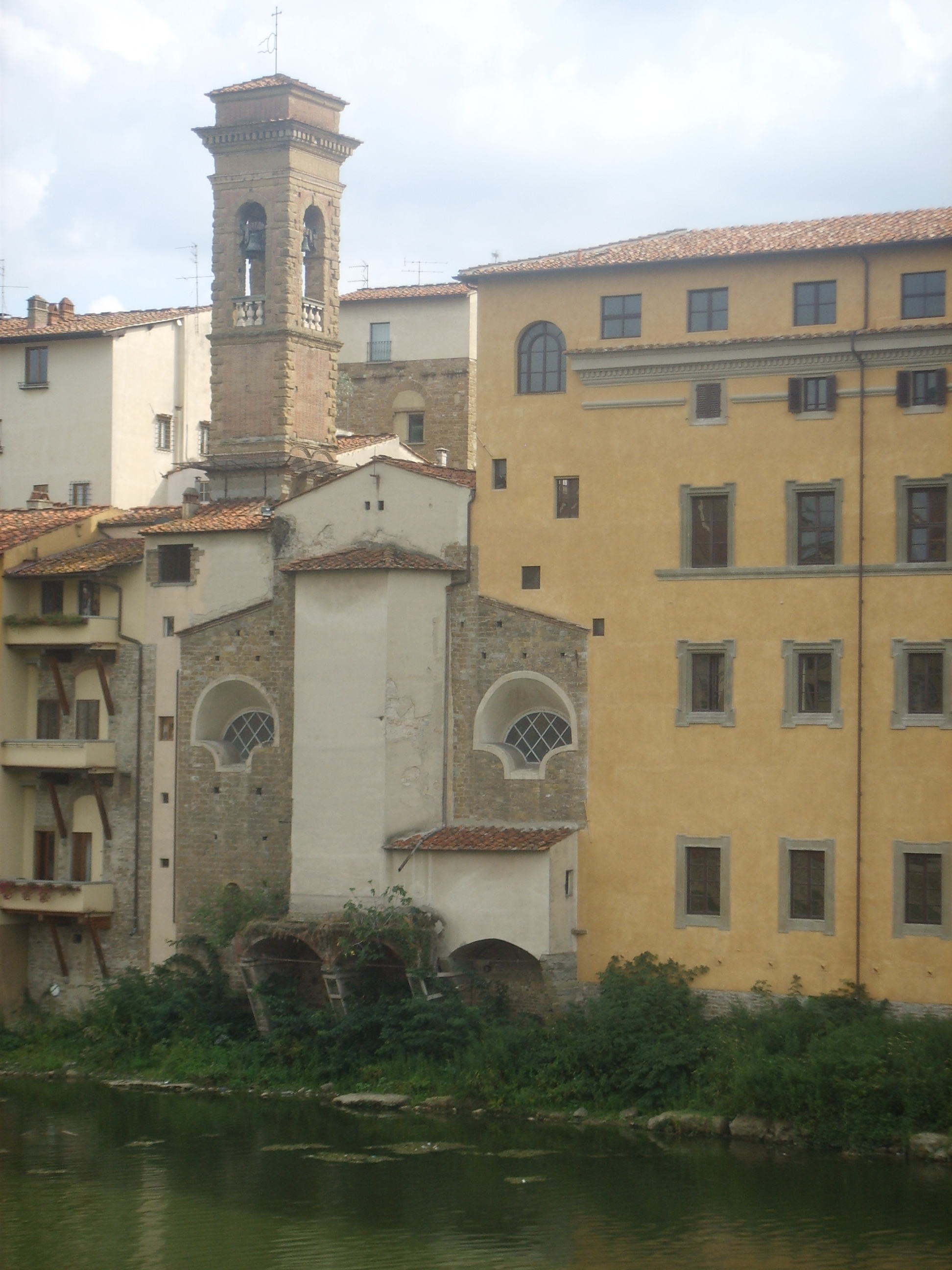
San Jacopo Soprarno
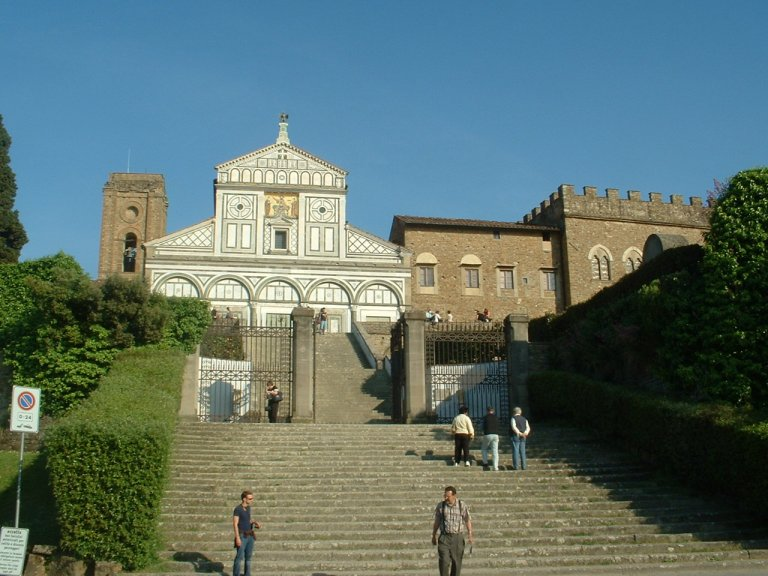
Basilika San Miniato al Monte
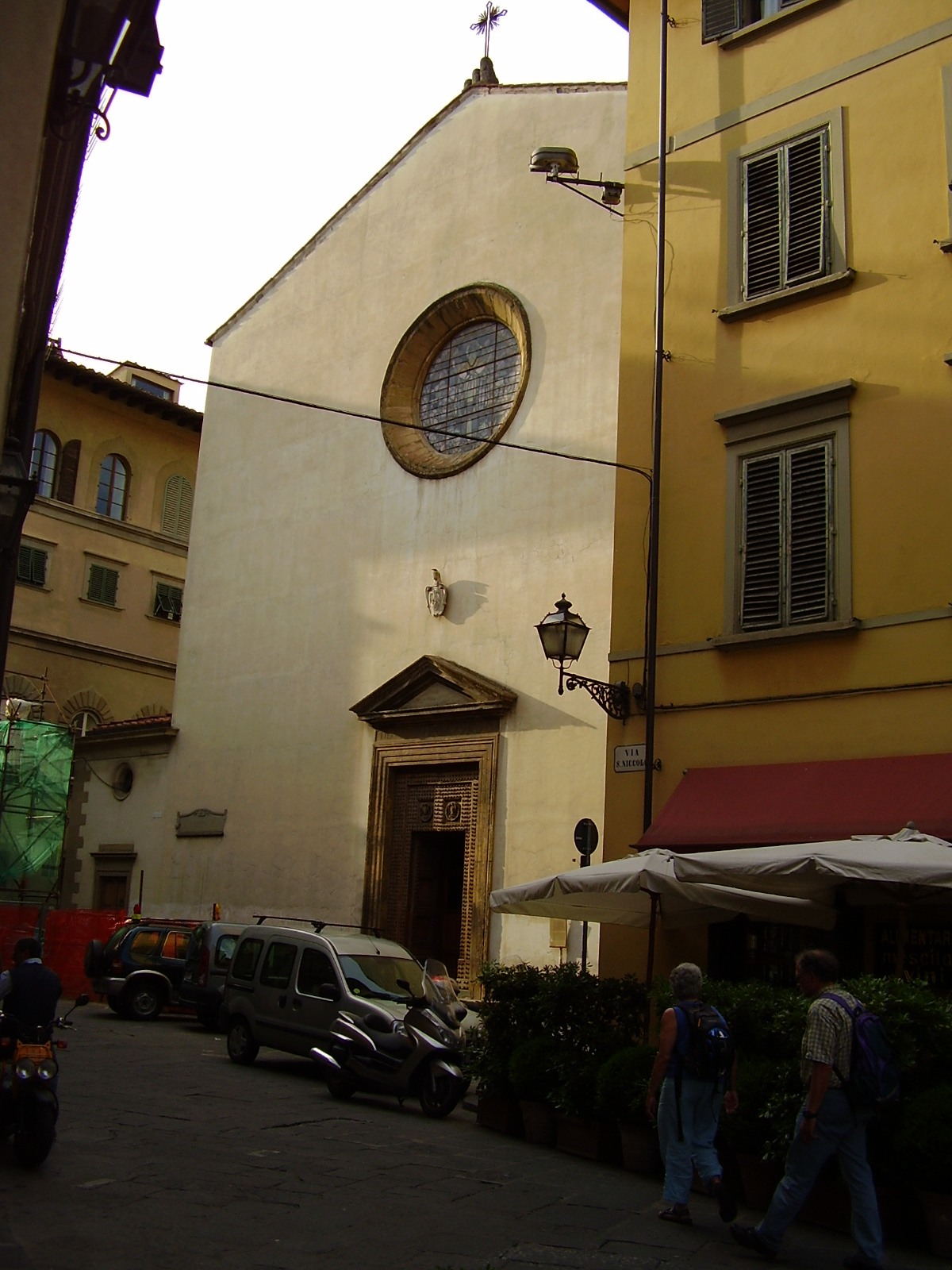
San Niccolò Oltrarno
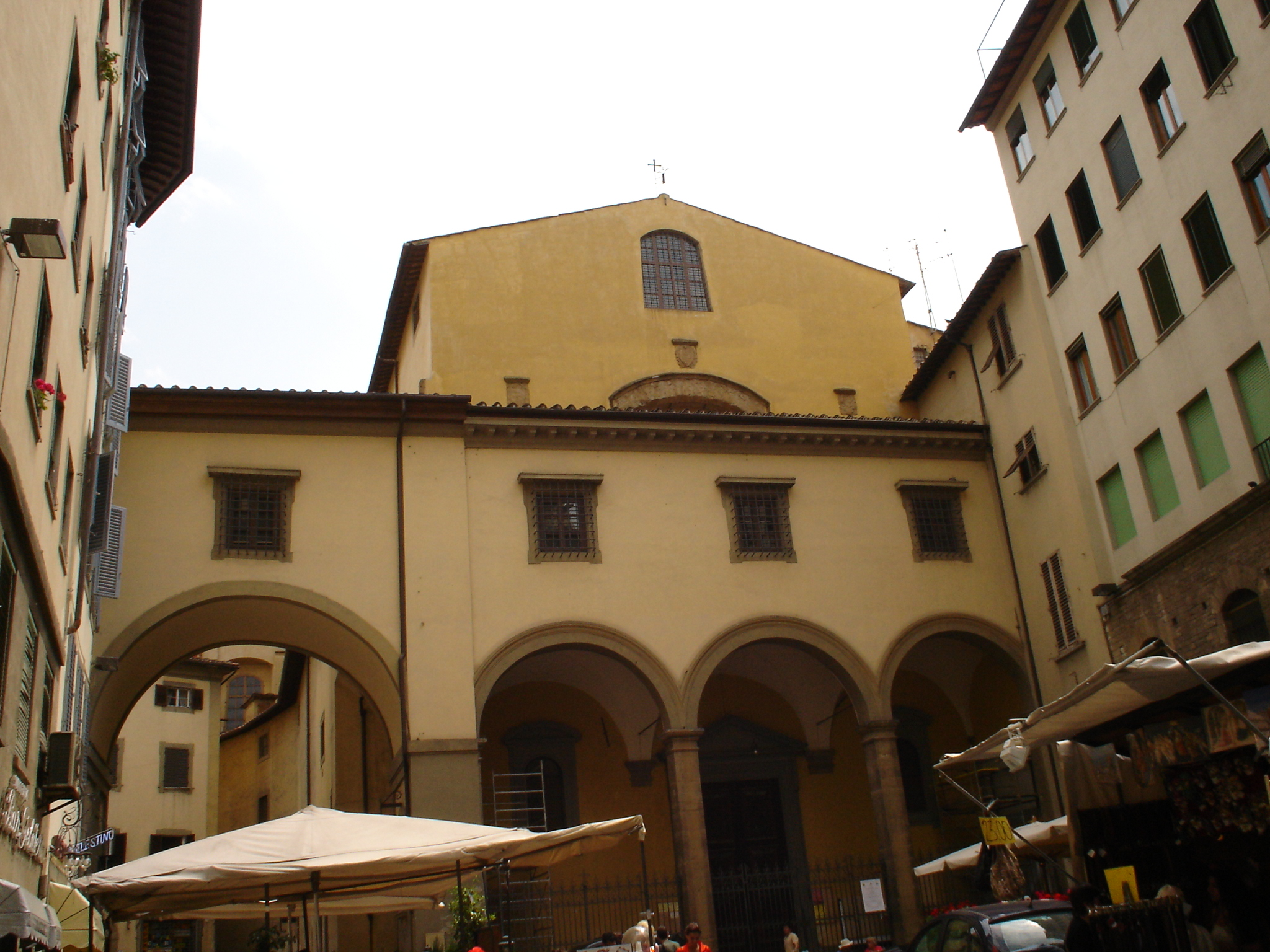
Santa Felicita
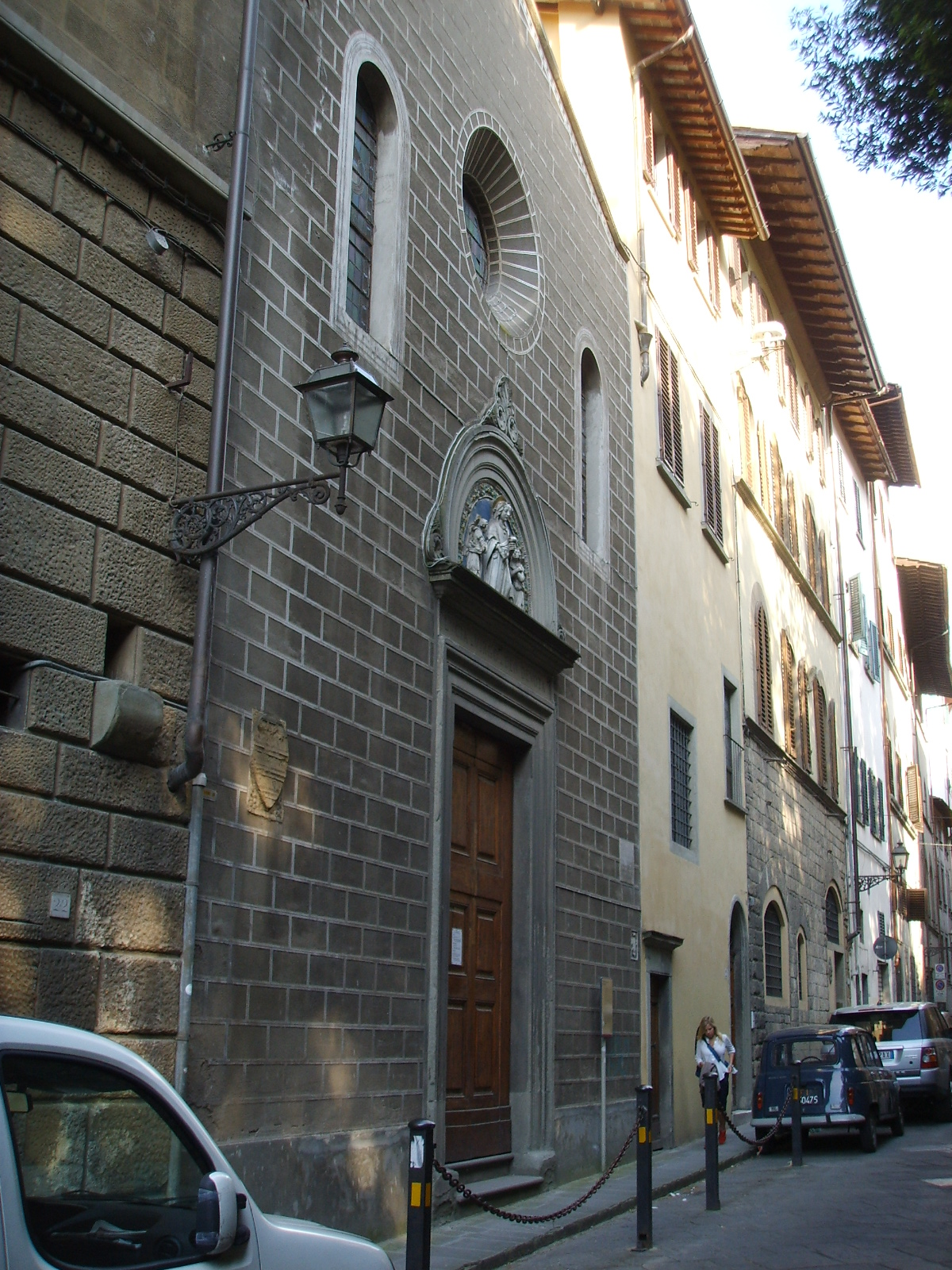
Santa Lucia dei Magnoli
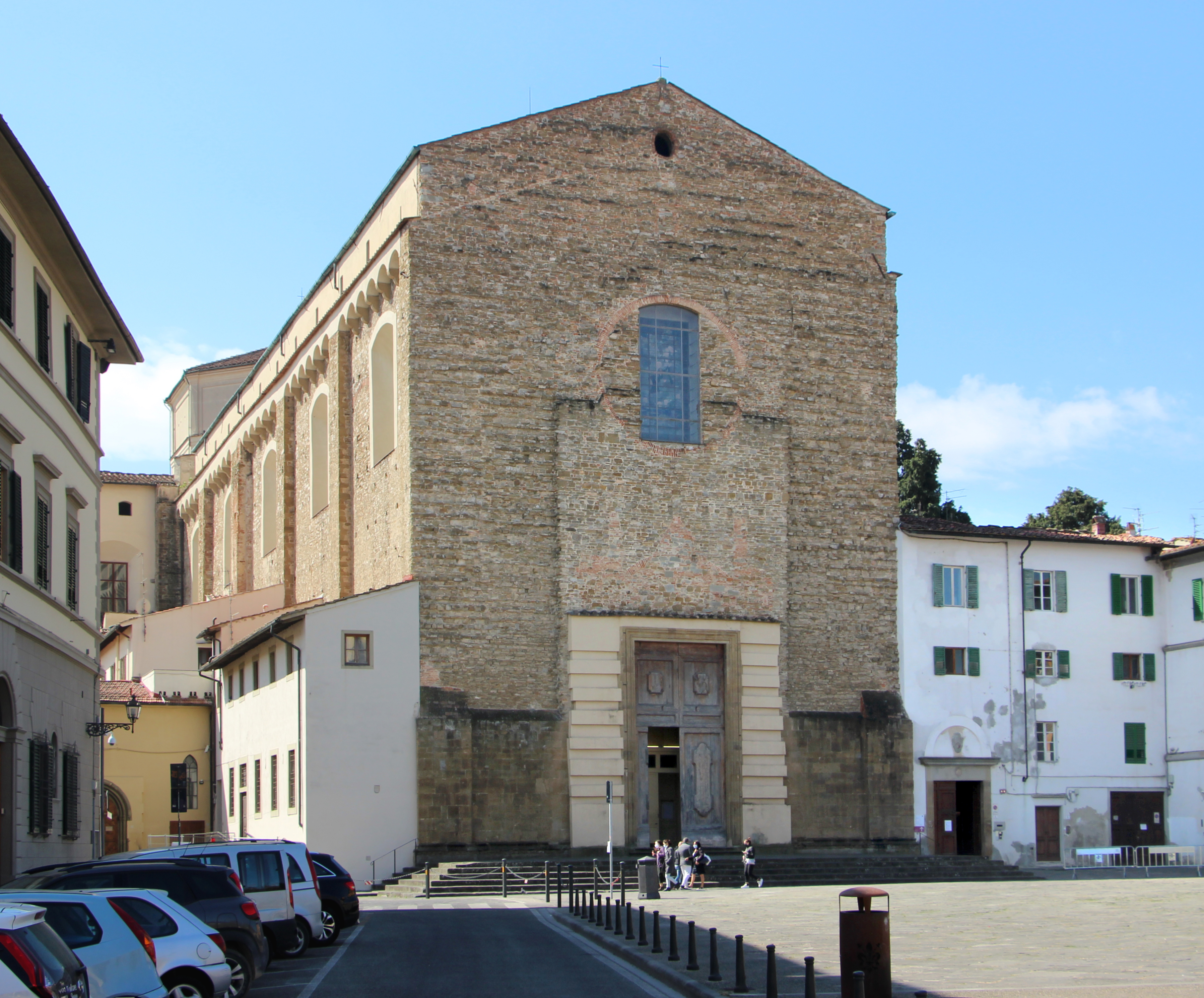
Basilika di Santa Maria del Carmine
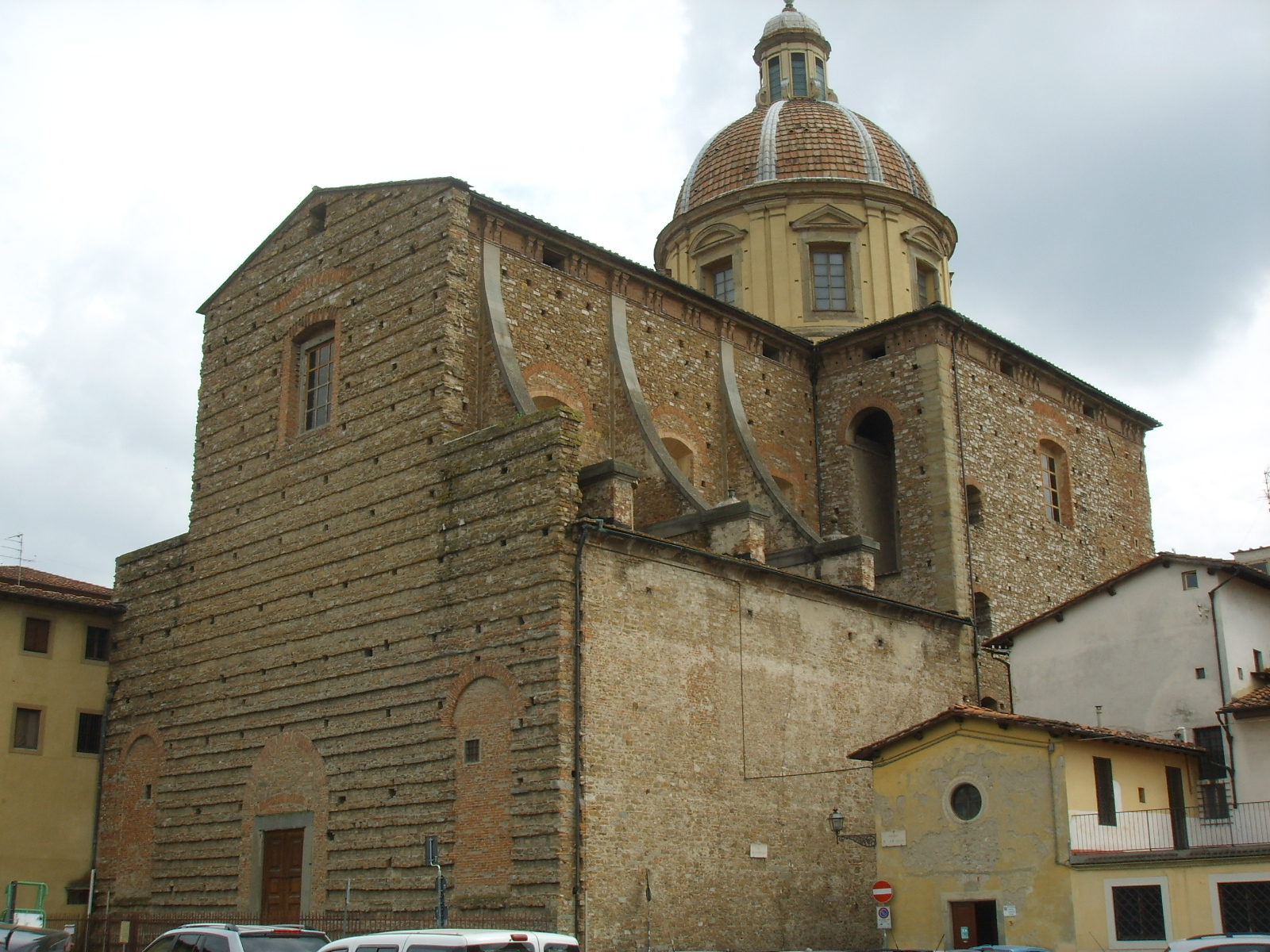
San Frediano in Cestello